# Pfarrkirche Söll (Tirol)

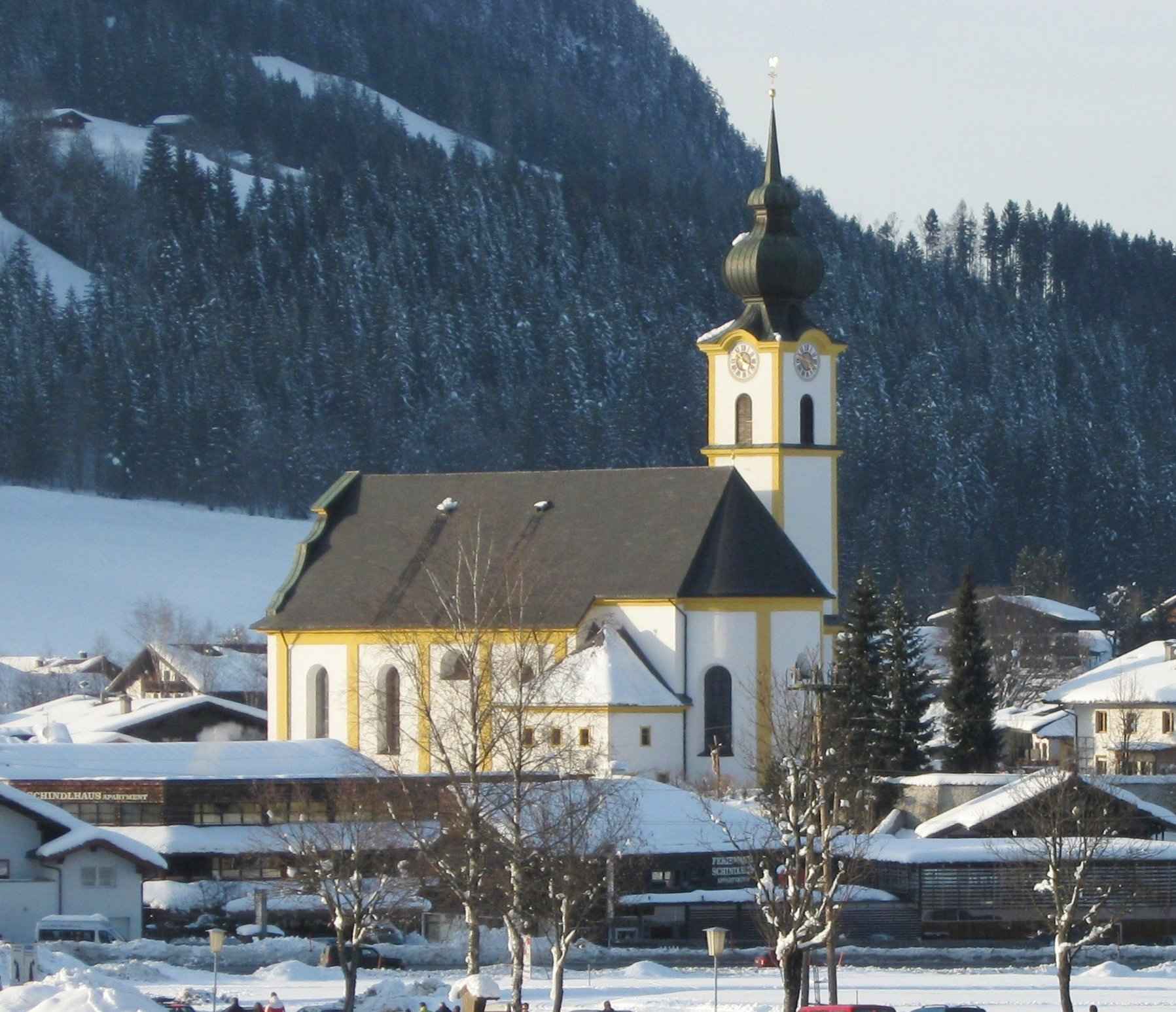
Kath. Pfarrkirche Hll. Petrus und Paulus in Söll

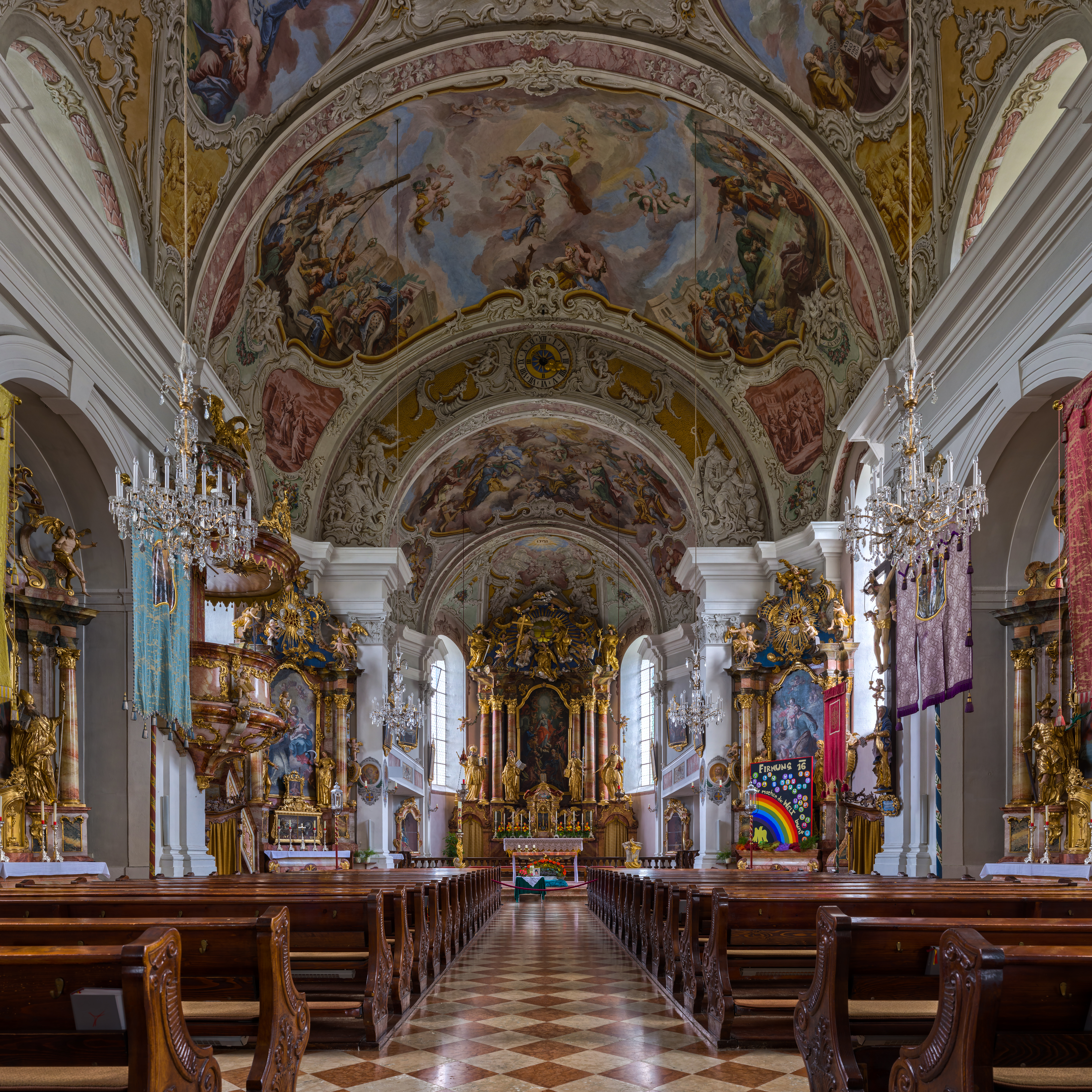
Innenansicht

Die römisch-katholische Pfarrkirche Söll steht in der Gemeinde Söll im Bezirk Kufstein in Tirol. Sie ist den Heiligen Petrus und Paulus geweiht und gehört zum Dekanat Kufstein in der Erzdiözese Salzburg. Das Bauwerk steht unter Denkmalschutz. Sie wird auch „Söllandler Bauerndom“ genannt.

## Geschichte
Der Sage nach kündigte eine Schwalbe den Platz der Kirche mittels blutgetränkten Holzspänen an, als die Siedler von Hauning-Dorf eine kleine Kirche errichten wollten.
Die erste Kirche, die wohl um 1050 im Stil der Romanik errichtet wurde, wurde bald zu klein. Bereits 1361 wird von der Einweihung einer gotischen Pfarrkirche berichtet, die viel Ähnlichkeit mit St. Leonhard bei Kundl gehabt haben soll. Kapazitätsprobleme und Verfall führten etwa 400 Jahre nach der Einweihung zum Abriss der Kirche.
Eine neue Pfarrkirche wurde ab 1764 errichtet und 1771 geweiht. Die entstandene spätbarocke Kirche zählt zu den schönsten Kirchen im Alpenraum. St. Peter und Paul ist mit einem imposanten Hochaltar und vier Seitenaltären ausgestattet. Die zahlreichen Fresken wurden vom Schwazer Meister Christoph Anton Mayr geschaffen. Das Glockenensemble wurde zuletzt 1948 erweitert. Die Orgel wurde 1982 von Reinisch-Pirchner installiert.
Die Pfarrkirche ist gleichzeitig Friedhofskirche für den umgebenden Friedhof und Dorfmittelpunkt. Vor der Kirche befindet sich eine kleine Kapelle, die an die Gefallenen der beiden Weltkriege erinnert.